# Isabella d'Asburgo-Teschen
Isabella d'Asburgo-Teschen, il cui nome completo era Isabella Maria Teresa Cristina Eugenia (Bratislava, 17 novembre 1887 – La Tour-de-Peilz, 6 dicembre 1973), fu una figlia dell'arciduca Federico, duca di Teschen, e della moglie, la principessa Isabella von Croy; era un membro del Casato d'Asburgo-Lorena: infatti suo nonno, l'arciduca Carlo Ferdinando d'Asburgo-Teschen, era nipote dell'imperatore Leopoldo II.
Isabella balzò agli onori della cronaca per il suo breve matrimonio con il principe Giorgio di Baviera; la loro separazione ed il successivo annullamento del vincolo matrimoniale furono ampiamente riportate dai quotidiani. A causa di questa vicenda e delle sue successive attività di infermiera nell'esercito austriaco, Isabella fu considerata dalla stampa come una figura romantica; una pubblicazione la definì come «la più romantica eroina dell'attuale guerra in Austria».

## Biografia

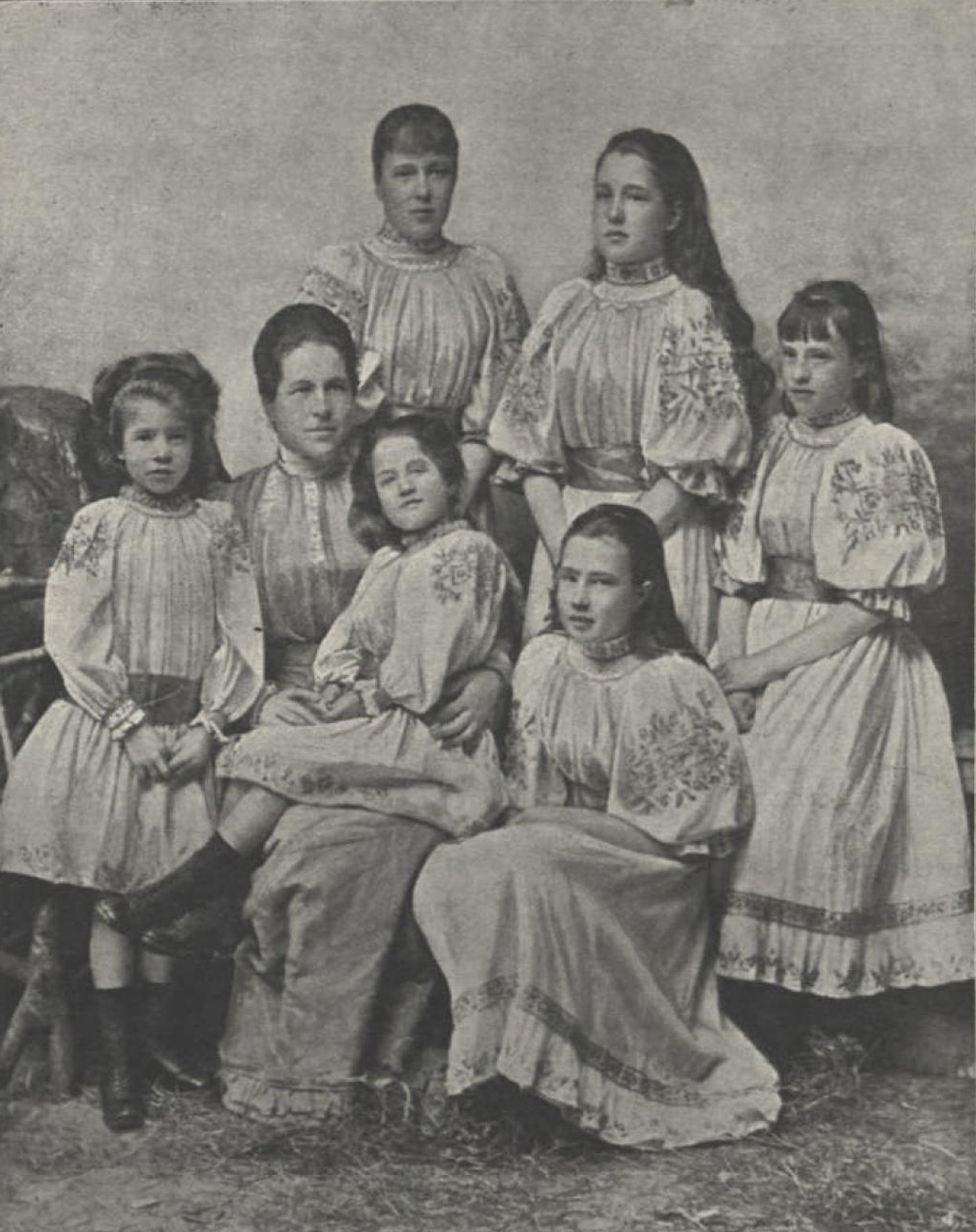
Le figlie dell'arciduca Federico d'Asburgo-Teschen e della moglie Isabella von Croy

Isabella era la settima figlia dell'arciduca Federico d'Asburgo, duca di Teschen, e della moglie, la principessa Isabella von Croÿ. Tra le sue sorelle c'erano Maria Anna, principessa di Borbone-Parma, e Maria Cristina, principessa ereditaria di Salm-Salm.
I nonni paterni di Isabella erano l'arciduca Carlo Ferdinando d'Asburgo-Teschen e l'arciduchessa Elisabetta Francesca d'Asburgo-Lorena; i nonni materni erano Rodolfo, duca di Croÿ e la principessa Natalie di Ligne.

### Il matrimonio

#### La cerimonia
Il 10 febbraio 1912 Isabella sposò il lontano cugino Giorgio di Baviera, figlio maggiore di Leopoldo di Baviera e dell'arciduchessa Gisella d'Asburgo-Lorena. Le nozze furono celebrate nel castello di Schönbrunn, a Vienna, e furono invitate numerose personalità dell'epoca, tra cui l'imperatore Francesco Giuseppe I d'Austria, nonno materno dello sposo. Prima del matrimonio Isabella dovette rinunciare ai suoi diritti di successione al trono d'Austria-Ungheria, atto richiesto a tutte le arciduchesse in procinto di sposarsi, indipendentemente dal rango dello sposo. Ella compì la sua rinuncia formale di fronte all'intera corte viennese.
Si ritiene che Isabella in realtà avesse dei dubbi sul proprio matrimonio ancora prima di sposarsi, ma che venne costretta a procedere nonostante tutto. La sera prima della cerimonia scoppiò un inspiegabile incendio, domato prima che bruciasse l'intero edificio, il quale però non risparmiò l'abito nuziale e la sua dote. Alcuni resoconti, affermano che Isabella utilizzò l'incendio come una scusa per posticipare le nozze, indicando così la sua colpa; il Washington Post riportò che «la sposa, ribelle e in lacrime, dimostrava in ogni azione che odiava il marito».

#### La separazione
La coppia trascorse la luna di miele in Galles, a Parigi e ad Algeri, ma si separò prima del rientro in Baviera; alcune fonti riportano che essi litigarono durante tutto il viaggio e che le divergenze divennero insanabili. Al loro ritorno la coppia stabilì la propria residenza a Monaco, dove Isabella sperimentò per la prima volta la vita della corte bavarese; vissero insieme per tre giorni prima che l'arciduchessa lasciasse il tetto coniugale per tornare nella sua casa viennese dalla madre, rifiutandosi di tornare a Monaco.
I famigliari provarono a riconciliare i novelli sposi e per un breve periodo di tempo si nutrirono delle speranze di risolvere la questione; anche questi tentativi fallirono ed il padre di Giorgio, il principe Leopoldo, si recò appositamente a Vienna per convincere la nuora a ritornare. Alla fine tutti gli sforzi si rivelarono vani: i due erano molto differenti per carattere e disposizione d'animo e Isabella diceva di essersi sentita offesa dai membri della corte reale bavarese; la ragione ufficiale dell'epoca fu che la separazione era dovuta «all'incompatibilità basata su fondamentali differenze di carattere». L'11 ottobre 1912 il Lord Ciambellano di Luitpold, principe reggente di Baviera, fece un annuncio ufficiale riguardo alla coppia; nel dichiarare la contrarietà del Principe Reggente all'annullamento come termine di separazione, egli affermava però il consenso al divorzio:
Il 17 gennaio 1913 l'unione venne ufficialmente dissolta dalla suprema corte reale bavarese. Nonostante la precedente dichiarazione in senso contrario del Lord Ciambellano, il 5 marzo dello stesso anno il matrimonio venne annullato dalla Santa Sede sulla base del fatto che esso non era stato consumato. Giorgio di Baviera, in seguito, venne ordinato sacerdote della Chiesa cattolica.

### Vita matura
A seguito dell'annullamento del matrimonio, Isabella riassunse tutte le pretese ai troni degli Asburgo cui aveva precedentemente rinunciato. Come in precedenza le altre arciduchesse rimaste vedove o separate dai mariti si erano ritirate in un convento, ci si aspettava che anche Isabella seguisse tale tradizione, ma essa seguì un'altra strada.
Nei mesi che precedettero lo scoppio della prima guerra mondiale si scoprì che c'era una mancanza di infermiere preparate disponibili a lavorare in tempo di guerra. Di conseguenza la Croce Rossa aprì numerose scuole nell'Impero per formare più infermiere e, nel 1913, l'arciduchessa Isabella si prestò ad iniziare il corso presso il più grande ospedale viennese per poveri ed in seguito progettò di unirsi alla Croce Rossa. Prese immediatamente servizio come infermiera nell'esercito austriaco durante la Grande Guerra utilizzando il nome di Sorella Irmingarda (talvolta Ildegarda), curando le ferite dei soldati che le venivano affidati. Essa organizzò un proprio staff di assistenza e donò buona parte delle sue ricchezze per acquistare forniture mediche.
Durante il conflitto bellico Isabella si innamorò del medico Paul Albrecht (1873-1928) e per un breve periodo si fidanzarono, ma l'imperatore Francesco Giuseppe proibì il matrimonio. Isabella non si sarebbe mai più sposata e morì a La Tour-de-Peilz, in Svizzera, il 6 dicembre 1973.

## Ascendenza
|                                       |                 |                                             | Genitori                                      |  |  | Nonni |  |  | Bisnonni                |  |  | Trisnonni                    |  |
|                                       |                 |                                             |                                               |  |  |       |  |  | Carlo d'Asburgo-Teschen |  |  | Leopoldo II d'Asburgo-Lorena |  |
|                                       |                 |                                             |                                               |  |  |       |  |  | Carlo d'Asburgo-Teschen |  |  | Leopoldo II d'Asburgo-Lorena |  |
|                                       |                 | Maria Luisa di Borbone-Spagna               |                                               |  |  |       |  |  | Carlo d'Asburgo-Teschen |  |  |                              |  |
| Carlo Ferdinando d'Asburgo-Teschen    |                 |                                             |                                               |  |  |       |  |  | Carlo d'Asburgo-Teschen |  |  |                              |  |
|                                       |                 | Enrichetta di Nassau-Weilburg               | Federico Guglielmo di Nassau-Weilburg         |  |  |       |  |  |                         |  |  |                              |  |
|                                       |                 | Enrichetta di Nassau-Weilburg               | Federico Guglielmo di Nassau-Weilburg         |  |  |       |  |  |                         |  |  |                              |  |
|                                       |                 | Enrichetta di Nassau-Weilburg               | Luisa Isabella di Kirchberg                   |  |  |       |  |  |                         |  |  |                              |  |
| Federico d'Asburgo-Teschen            |                 | Enrichetta di Nassau-Weilburg               |                                               |  |  |       |  |  |                         |  |  |                              |  |
|                                       |                 | Giuseppe Antonio Giovanni d'Asburgo-Lorena  | Leopoldo II d'Asburgo-Lorena                  |  |  |       |  |  |                         |  |  |                              |  |
|                                       |                 | Giuseppe Antonio Giovanni d'Asburgo-Lorena  | Leopoldo II d'Asburgo-Lorena                  |  |  |       |  |  |                         |  |  |                              |  |
|                                       |                 | Giuseppe Antonio Giovanni d'Asburgo-Lorena  | Maria Luisa di Borbone-Spagna                 |  |  |       |  |  |                         |  |  |                              |  |
| Elisabetta Francesca d'Asburgo-Lorena |                 | Giuseppe Antonio Giovanni d'Asburgo-Lorena  |                                               |  |  |       |  |  |                         |  |  |                              |  |
|                                       |                 | Maria Dorotea di Württemberg                | Ludovico Federico Alessandro di Württemberg   |  |  |       |  |  |                         |  |  |                              |  |
|                                       |                 | Maria Dorotea di Württemberg                | Ludovico Federico Alessandro di Württemberg   |  |  |       |  |  |                         |  |  |                              |  |
|                                       |                 | Maria Dorotea di Württemberg                | Enrichetta di Nassau-Weilburg                 |  |  |       |  |  |                         |  |  |                              |  |
| Isabella d'Asburgo-Teschen            |                 | Maria Dorotea di Württemberg                |                                               |  |  |       |  |  |                         |  |  |                              |  |
|                                       | Alfredo di Croÿ | Augusto di Croÿ                             |                                               |  |  |       |  |  |                         |  |  |                              |  |
|                                       | Alfredo di Croÿ | Augusto di Croÿ                             |                                               |  |  |       |  |  |                         |  |  |                              |  |
|                                       | Alfredo di Croÿ | Anne-Victurnienne de Rochechouart-Mortemart |                                               |  |  |       |  |  |                         |  |  |                              |  |
| Rodolfo di Croÿ                       | Alfredo di Croÿ |                                             |                                               |  |  |       |  |  |                         |  |  |                              |  |
|                                       |                 | Eleonora di Salm-Salm                       | Costantino di Salm-Salm                       |  |  |       |  |  |                         |  |  |                              |  |
|                                       |                 | Eleonora di Salm-Salm                       | Costantino di Salm-Salm                       |  |  |       |  |  |                         |  |  |                              |  |
|                                       |                 | Eleonora di Salm-Salm                       | Maria Valpurga di Sternberg-Manderscheid      |  |  |       |  |  |                         |  |  |                              |  |
| Isabella von Croy                     |                 | Eleonora di Salm-Salm                       |                                               |  |  |       |  |  |                         |  |  |                              |  |
|                                       |                 | Eugène de Ligne d'Amblise et d'Epinoy       | Louis Eugène de Ligne                         |  |  |       |  |  |                         |  |  |                              |  |
|                                       |                 | Eugène de Ligne d'Amblise et d'Epinoy       | Louis Eugène de Ligne                         |  |  |       |  |  |                         |  |  |                              |  |
|                                       |                 | Eugène de Ligne d'Amblise et d'Epinoy       | Josefa Luisa van der Noote, contessa di Duras |  |  |       |  |  |                         |  |  |                              |  |
| Natalie de Ligne                      |                 | Eugène de Ligne d'Amblise et d'Epinoy       |                                               |  |  |       |  |  |                         |  |  |                              |  |
|                                       |                 | Nathalie de Trazegnies                      | Georges Philippe de Trazegnies                |  |  |       |  |  |                         |  |  |                              |  |
|                                       |                 | Nathalie de Trazegnies                      | Georges Philippe de Trazegnies                |  |  |       |  |  |                         |  |  |                              |  |
|                                       |                 | Nathalie de Trazegnies                      | Marie Louise de Maldeghem                     |  |  |       |  |  |                         |  |  |                              |  |
|                                       |                 | Nathalie de Trazegnies                      |                                               |  |  |       |  |  |                         |  |  |                              |  |